# Придворный (Кастильоне)
«Придворный» (итал. Il Cortegiano, Il Libro del Cortegiano) — литературное сочинение итальянского гуманиста Бальдассаре Кастильоне. Опубликовано в Венеции в 1528 году.

## Краткая характеристика
В форме диалогов книга рисует картину изысканных обычаев и интеллектуальных развлечений, в том числе, остроумных бесед итальянского общества времён Возрождения. Начало работы датируется 1514 годом; первая редакция сочинения (с посвящением Франциску I) была закончена в 1516 году. Последняя (третья) редакция (без посвящения) датируется 1524 годом; она была напечатана в Венеции в 1528 году в типографии наследников Альда Мануция и позже переведена на многие языки: испанский перевод вышел в 1534-м, французский в 1537-м, английский — в 1561 году.
Кастильоне рассказывает о беседах, которые происходили при урбинском дворе в марте 1507 года и в которых он сам не принимал участие, находясь в Англии. Круг собеседников — приближенные герцога Урбинского Гвидобальдо да Монтефельтро, сына Федериго да Монтефельтро: герцогиня Елизавета Гонзага, её придворная дама Эмилия Пиа (вдова Антонио Монтефельтро, незаконного сына Федериго), знаменитый писатель Пьетро Бембо; ещё один писатель Бернардо Довици, автор комедии «Каландрия» и будущий кардинал Биббьены; сын Лоренцо Великолепного Джулиано Медичи; будущий архиепископ Салернский Федериго Фрегозо и его брат Оттавиано, будущий дож Генуи; известный своими блестящими импровизациями поэт Бернардо Аккольти и другие лица, но не сам герцог (страдавший от подагры).
Книга соединяет в себе черты мемуаров, морального трактата или зерцала, а также очень распространённого в литературе Возрождения жанра диалога.
Кастильоне опирается как на античную, так и на ренессансную культурные традиции. Особенно часто он ссылается на Цицерона, Платона, Ксенофонта, Квинтилиана. Изложенная в книге концепция любви и красоты тесно связана с идеями ренессансного неоплатонизма, и прежде всего Марсилио Фичино. При этом суть произведения Кастильоне является принципиально новаторской.

## Идеал придворного
Идеальный придворный у Кастильоне наделён всеми достоинствами совершенного, всесторонне образованного и утончённо воспитанного человека. Это своеобразный синтез гуманистических представлений об идеале личности. Герой Кастильоне умён и красив, широко эрудирован в самых разных областях знания, одарён творчески — поэтически и музыкально, наделён всевозможными добродетелями, скромен, приветлив и обходителен. Он мудрый советчик правителя, преследующий не свой личный, но государственный интерес. Идеальный придворный — само воплощение грации, гармонии, красоты, он эстетически совершенен. В этом образе придворного Кастильоне не только воплотил гуманистический идеал личности, он оказался в то же время и социально ограниченным средой и представлениями аристократической элиты, к которой принадлежит герой Кастильоне и в которой он живёт и действует.

## Цитаты
Правда состоит в том, чтобы говорить то, что думаешь, даже если заблуждаешься.

…Мессер Бернардо Биббиена, засмеявшись, сказал: Припоминаю, как прежде вы говорили, что этот наш Придворный должен от природы быть наделён красивым лицом и осанкой, а также грацией, делающей его весьма привлекательным. Для меня бесспорно то, что я обладаю грацией и красивым лицом, отчего все дамы, которых вы знаете, пылают ко мне любовью; относительно фигуры я так не уверен, в особенности что касается моих ног, которые, по правде говоря, не кажутся мне столь совершенными, как я бы хотел; торсом же и остальным я вполне доволен. (Пер. О. Ф. Кудрявцева)

## Переводы
Первая книга в переводе О. Ф. Кудрявцева была опубликована в изданиях: Опыт тысячелетия. М., 1996. С. 466—568 и Сочинения великих итальянцев XVI в. СПб. Алетейя. 2002, с. 181—247. Отдельные разделы из четвёртой книги в переводе О. Ф. Кудрявцева опубликованы: Эстетика Ренессанса. М., 1981. Т. 1. С. 346—361.
Полный перевод книги на русский язык вышел в 2021 году в переводе Петра Епифанова.

## Издания
- (итал.) Оригинальный текст «Книги о придворном»
- (фр.) Французский перевод 1537 года Архивная копия от 24 декабря 2017 на Wayback Machine
- (англ.) Английский перевод 1561 года